# Mark of Esteem
Mark of Esteem (1993-2014) est un cheval de course pur-sang.

## Carrière de courses

Casaque de Cheikh Mohammed

Élevé par Cheikh Mohammed, Mark of Esteem débute à 2 ans sous la casque de celui-ci et pour l'entraînement de Henry Cecil. Il est battu par un certain Alhaarth, un représentant de l'écurie Hamdan Al Maktoum qui allait se voir consacré, en fin de saison, meilleur 2 ans européen de l'année 1995. Une défaite honorable, donc, bien vite effacée par un premier succès dans un maiden quinze jours plus tard. Mais on ne reverra plus Mark of Esteem cette année-là : Henry Cecil souhaite courir les Royal Lodge Stakes en septembre, mais son propriétaire, par ailleurs prince héritier de Dubaï et futur émir, s'y oppose, estimant que le poulain n'est pas prêt. Lorsque le désaccord est porté sur la place publique, les deux hommes se déchirent par de conférences de presse interposées, Cheikh Mohammed s'en prenant à la jeune épouse de Henry Cecil qu'il accuse d'interférer dans les affaires de l'écurie. La rupture est spectaculaire, après des années glorieuses rythmées par les  succès de Oh So Sharp, Old Vic, Indian Skimmer, Diminuendo et autres Belmez. En décembre 1995, le cheikh retire du jour au lendemain 40 chevaux des boxes de Cecil, qui avait déjà vu ses effectifs réduits en raison de la mort de plusieurs de ses propriétaires historiques. L'homme de Warren Place entame alors une traversée d'un désert où seule brillera son étoile Bosra Sham, qui vient de remporter le Fillies' Mile. Mark of Esteem, lui, passe sous la bannière Godolphin, la nouvelle écurie concentrant les intérêts de la famille Al Maktoum, et rejoint les boxes de Saeed bin Suroor.   
Sous la monte de Lanfranco Dettori, premier jockey de Godolphin, Mark of Esteem fait sa rentrée directement dans les 2000 Guineas, dont le favori est Alhaarth. Parti à la côte de 8/1, il s'impose de justesse face à l'outsider Even Top, devant Bijou d'Inde et Alhaarth. Mais il ne parvient pas à confirmer, battu à plates coutures dans les St. James's Palace Stakes remportés par Bijou d'Inde devant le Français Ashkalani, le lauréat de la Poule d'Essai des Poulains. Toutefois, il prouve à la fin de l'été qu'il n'avait rien d'une étoile filante en s'adjugeant, d'une classe, le Celebration Mile à Goodwood devant Bishop of Cashel et Alhaarth.   
Sa sortie suivante, dans les Queen Elizabeth II Stakes, prend des allures dramatiques puisqu'il doit affronter un excellent lot composé notamment du favori Ashkalani (qui n'a connu qu'une fois la défaite, face à Bijou d'Inde dans les St. James's Palace Stakes, et qui vient de battre Spinning World dans le Prix du Moulin de Longchamp), de Bijou d'Inde, First Island, vainqueur des Sussex Stakes, et de... Bosra Sham, la protégée de Henry Cecil, invaincue et lauréate des 1000 Guinées. L'affrontement entre les deux anciens compagnons de box tourne à l'avantage du mâle, monté par un Lanfranco Dettori en état de grâce (nous sommes le 28 septembre, le jour du "magnificent seven" : ce jour-là, le jockey italien remporta toutes les courses de la réunion). La performance de Mark of Esteem est si impressionnante qu'elle lui vaut un rating Timeform exceptionnel de 137, Bosra Sham héritant d'un 132. Mark of Esteem est doué, à l'évidence, mais très intermittant : il est inexistant dans la Breeders' Cup Mile à Woodbine, et achève ainsi sa carrière.   

### Résumé de carrière
| Date         | Hippodrome  | Pays        | Course                    | Statut      | Distance    | Jockey            | Place       | Écart       | Vainqueur ou deuxième |
| 1995, 2 ans  | 1995, 2 ans | 1995, 2 ans | 1995, 2 ans               | 1995, 2 ans | 1995, 2 ans | 1995, 2 ans       | 1995, 2 ans | 1995, 2 ans | 1995, 2 ans           |
| ------------ | ----------- | ----------- | ------------------------- | ----------- | ----------- | ----------------- | ----------- | ----------- | --------------------- |
| 11 juillet   | Newmarket   | Royaume-Uni | Maiden                    | Class 4     | 1 400 m     | Michael Kinane    | 2e / 16     | encolure    | Alhaarth              |
| 28 juillet   | Goodwood    | Royaume-Uni | Maiden                    | Class 4     | 1 400 m     | Willie Ryan       | 1er / 16    | 3           | Tawkil                |
| 1996, 2 ans  |             |             |                           |             |             |                   |             |             |                       |
| 4 mai        | Newmarket   | Royaume-Uni | 2000 Guineas              | Gr. 1       | 1 600 m     | Lanfranco Dettori | 1er / 13    | cte tête    | Even Top              |
| 18 juin      | Ascot       | Royaume-Uni | St. James's Palace Stakes | Gr. 1       | 1 600 m     | Olivier Peslier   | 8e / 9      | 12          | India                 |
| 24 août      | Goodwood    | Royaume-Uni | Celebration Mile          | Gr. 2       | 1 600 m     | Lanfranco Dettori | 1er / 7     | 3 ½         | Bishop of Cashel      |
| 28 septembre | Ascot       | Royaume-Uni | Queen Elizabeth II Stakes | Gr. 1       | 1 600 m     | Lanfranco Dettori | 1er / 7     | 1 ¼         | Bosra Sham            |
| 26 octobre   | Woodbine    | Canada      | Breeders' Cup Mile        | Gr. 1       | 1 600 m     | Lanfranco Dettori | 7e / 14     | 8 ¾         | Da Hoss               |

## Au haras
Devenu étalon à Darley Stud où il début à £ 20 000 la saillie, Mark of Esteem réussit une honorable reconversion, donnant notamment quatre vainqueurs de groupe 1 : 
- Sir Percy (mère par Blakeney) : Derby, Dewhurst Stakes, 2e 2000 Guineas.
- Ameerat (mère par Top Ville) : 1000 Guineas
- Reverence (mère par Imperial Frontier) : Nunthorpe Stakes, Haydock Sprint Cup, 2e Prix de l'Abbaye de Longchamp.
- Bribon (mère par Arazi) : Metropolitan Handicap.

Mark of Esteem est également un père de mères renommé, ses filles ayant donné notamment la championne Avenir Certain (par Le Havre, autrice du doublé Poule d'Essai des Pouliches / Prix de Diane), Crystal Ocean (par Sea The Stars, vainqueur des Prince of Wales's Stakes et multiple placé de groupe 1) ou encore Treasure Beach (par Galileo, lauréat de l'Irish Derby et deuxième du Derby).
En proie à des problèmes de fertilité, Mark of Esteem est retiré de la monte en 2007. Il meurt en 2014.

## Origines
Mark of Esteem est l'un des meilleurs fils du grand étalon Darshaan. Sa mère, Homage, une fille du sprinter Adjal, n'a pas couru, mais a donné également Earl of March (par Caerleon), deuxième du Prix du Palais-Royal (Gr.3). Elle est la sœur de Local Talent (par Northern Dancer), vainqueur d'un Prix Jean Prat. À la troisième génération on trouve Homespun, excellente poulinière qui donna Mashaalah (par Nijinsky, lauréat du Grosser Preis von Baden et du Gran Premio di Milano) et de Folk Art (par Nijinsky, l'une des meilleures 2 ans américaines de sa génération, qui remporta les Oak Leaf Stakes).

### Pedigree
| Origines de Mark of Esteem (IRE), mâle bai né en 1993 | Origines de Mark of Esteem (IRE), mâle bai né en 1993 | Origines de Mark of Esteem (IRE), mâle bai né en 1993 | Origines de Mark of Esteem (IRE), mâle bai né en 1993 |
| ----------------------------------------------------- | ----------------------------------------------------- | ----------------------------------------------------- | ----------------------------------------------------- |
| Père Darshaan 1981                                    | Shirley Heights 1975                                  | Mill Reef                                             | Never Bend                                            |
| Père Darshaan 1981                                    | Shirley Heights 1975                                  | Mill Reef                                             | Milan Mill                                            |
| Père Darshaan 1981                                    | Shirley Heights 1975                                  | Hardiemma                                             | Hardicanute                                           |
| Père Darshaan 1981                                    | Shirley Heights 1975                                  | Hardiemma                                             | Grand Cross                                           |
| Père Darshaan 1981                                    | Delsy 1972                                            | Abdos                                                 | Arbar                                                 |
| Père Darshaan 1981                                    | Delsy 1972                                            | Abdos                                                 | Pretty Lady                                           |
| Père Darshaan 1981                                    | Delsy 1972                                            | Kelty                                                 | Venture VII                                           |
| Père Darshaan 1981                                    | Delsy 1972                                            | Kelty                                                 | Marilla                                               |
| Mère Homage 1989                                      | Ajdal 1984                                            | Northern Dancer                                       | Nearctic                                              |
| Mère Homage 1989                                      | Ajdal 1984                                            | Northern Dancer                                       | Natalma                                               |
| Mère Homage 1989                                      | Ajdal 1984                                            | Native Partner                                        | Raise A Native                                        |
| Mère Homage 1989                                      | Ajdal 1984                                            | Native Partner                                        | Dinner Partner                                        |
| Mère Homage 1989                                      | Home Love 1976                                        | Vaguely Noble                                         | Vienna                                                |
| Mère Homage 1989                                      | Home Love 1976                                        | Vaguely Noble                                         | Noble Lassie                                          |
| Mère Homage 1989                                      | Home Love 1976                                        | Homespun                                              | Round Table                                           |
| Mère Homage 1989                                      | Home Love 1976                                        | Homespun                                              | Gal I Love (famille 17-b)                             |